# Bni Lent
Bni Lent (àrab بني لنث) és una comuna rural de la província de Taza de la regió de Fes-Meknès. Segons el cens de 2014 tenia una població total de 11.866 persones.